# 264号美国国道
美国国道264是美国国道64的支線，全長199英哩（320公里），從北卡羅來納州的港口到在的美国国道64(北卡羅來納)。整個美国国道264是在北卡羅來州之內。

## 高速公路連接點
- 美国国道64